# 륀 포트발

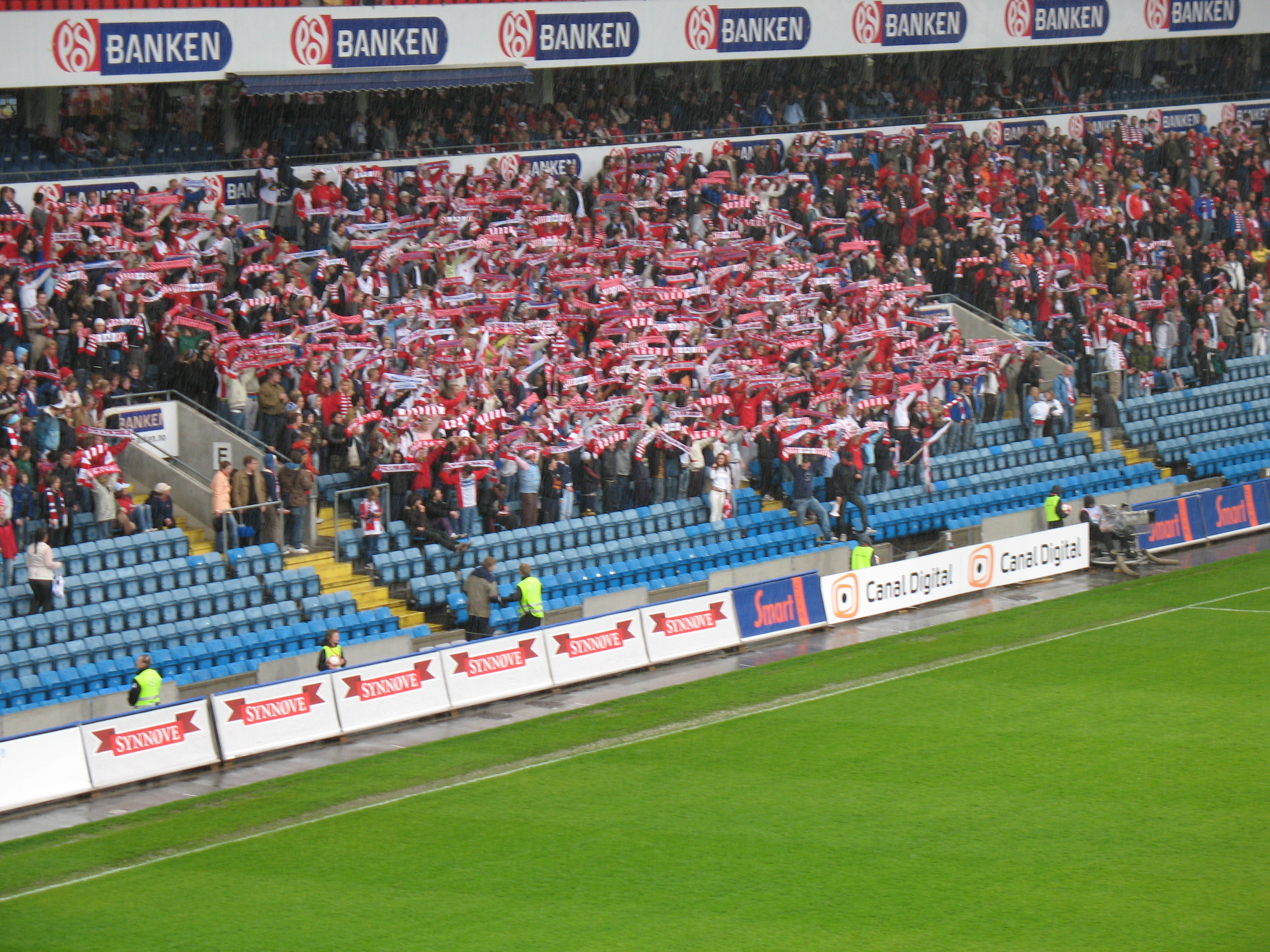

륀 포트발(Lyn Fotball)은 노르웨이 오슬로를 연고로 하는 축구 클럽이다. 이 팀은 1896년 3월 3일에 창단되었다.

## 성적
- 티펠리겐
  - 우승 2회 (1964, 1968)
  - 준우승 4회 (1937-38, 1963, 1965, 1971)
- 노르웨이 컵
  - 우승 8회 (1908, 1909, 1910, 1911, 1945, 1946, 1967, 1968)
  - 준우승 6회 (1923, 1928, 1966, 1970, 1994, 2004)
- 오슬로 챔피언십
  - 우승 8회 (1915, 1917, 1922, 1926, 1930, 1935, 1936, 1937)
  - 준우승 2회 (1909, 1919)

## 여성팀
륀 포트발 여성팀은 2009년에 설립되었으며, 2012년에 1. 디비숀을 거쳐 2017년에 톱세리엔으로 승격되었다.

## 선수 명단

### 현역
참고: FIFA 자격 규정에 따라 소속된 국가대표팀 국기를 표시합니다. 선수는 복수의 FIFA 비회원국 국적을 가지고 있을 수 있습니다.
| 번호 | 포지션 | 국적 | 이름                |
| ---- | ------ | ---- | ------------------- |
| 7    | FW     |      | 사무엘 부라코브스키 |

| 번호 | 포지션 | 국적 | 이름 |
| ---- | ------ | ---- | ---- |